# Holger Friis Johansen
Holger Friis Johansen (* 9. April 1927 in Frederiksberg; † 2. November 1996) war ein dänischer Klassischer Philologe.

## Leben
Nach dem Ende seines Studiums 1952 an der University of Oxford arbeitete Friis Johansen, Sohn des Klassischen Archäologen Knud Friis Johansen, bis 1960 als Herausgeber am dänischen Lexikon des Mittellateinischen (Lexicon mediae latinitatis danicae = Ordbog over dansk middelalderlatin). Nebenbei war er von 1954 bis 1961 Archivar im dänischen Reichsarchiv. Parallel schrieb er an der Universität Kopenhagen seine Dissertation zum Thema General Reflection in Tragic Rhesis, die er 1959 abschließen konnte. Zwei Jahre später wurde er zum ordentlichen Professor für Klassische Philologie an die Universität Aarhus berufen und hatte diese Position über 35 Jahre bis zu seinem Tode inne. In den Jahren 1973 und 1974 war er darüber hinaus auch stellvertretender Rektor der Universität.
Neben den universitären Aufgaben engagierte sich Friis Johansen ab 1965 als einer der Geschäftsführer der Gesellschaft zur Übersetzung historischer Keilschrifttexte und wurde 1977 zum Mitglied der Königlich Dänischen Akademie der Wissenschaften berufen. Außerdem war er von 1979 an Mitglied der Internationalen Kommission des Thesaurus Linguae Latinae.
Er war verheiratet mit der Assistenzprofessorin Bente Friis Johansen, mit der er unter anderem ein Dänisch-Mittellateinisches Lexikon herausgab.

## Werke
Friis Johansen verstand die Antike als Einheit und publizierte daher sowohl über griechische als auch lateinische Texte. Einen besonderen Schwerpunkt setzte er aber auf die archaische und klassische griechische Literatur, darunter vor allem die griechische Tragödie. So zählt neben seiner Dissertation zur Rhesis die Herausgabe und Übersetzung von Aischylos’ Die Schutzflehenden (1970–1981) zu seinen Hauptwerken. Kurz vor seinem Tode konnte er eine umfangreiche Arbeit zu Theognis von Megara vollenden, die dreigeteilt in der von ihm 1979 bis 1984 mitherausgegebenen Zeitschrift Classica et Mediaevalia erschienen ist (1991, 1993, 1996).
Darüber hinaus hat er mehrfach Publikationen für ein größeres Publikum verfasst. So gab er beispielsweise verschiedene griechische Autoren in Übersetzung heraus, darunter Aristophanes, Pindar, Bakchylides und Thukydides. Er veröffentlichte auch einführende Werke über die griechische Literatur bis Alexander dem Großen (Fri mands tale. Græsk litteratur indtil Alexander den Stores tid), Aischylos und archaische griechische Dichtung.